# Carlos de Lannoy
Carlos de Lannoy (c. 1487 - 23 de setembro de 1527 foi um comandante e estadista dos Países Baixos a serviço os imperadores Habsburgo Maximiliano I da Germânia e Carlos I de Espanha.
Era o filho mais novo de Jean de Lannoy, Lorde de Mingoval, e sua esposa, Philipotte de Lalaing tendo nascido por volta de 1487.
Esteve a serviço do Imperador Maximiliano I e ali foi distinguido pela bravura e liderança. Foi designado conselheiro por Carlos de Borgonha - depois o Imperador Carlos V, em 1515. Tornou-se cavaleiro da Ordem do Tosão de Ouro em 1516. Tornou-se governador de Tournai em 1521, vice-rei de Nápoles em 1522 e comandante-em-chefe dos exércitos Imperiais na Itália após a morte de Prospero Colonna, em fins de 1523.
Suas principais experiências militares na guerra daquele período histórico deram-se na Guerra Italiana de 1521-1526 e na Guerra da Liga de Cognac. Comandou o Cerco de Marselha (1524) e a Batalha de Pavia (1525).
Em 1526 tornou-se o primeiro Conde de Lannoy.
Morreu de mal súbito, em Gaeta, no dia 23 de setembro de 1527.